# Sahl ibn ‘Abd Allāh al-Tustārī
Sahl ibn ‘Abd Allāh al-Tustarī (arabe: سهل بن عبد الله التستري) né en 818 à Shushtar (=Tustar) dans le Khuzestan et mort en 896 à Bassora, est un maître soufi, qui reçut son éducation de son oncle maternel et du cheikh Hamza al-‘Abbādānī.

## Biographie

### Jeunesse
Sahl al-Tustari est probablement né en 818 (peut-être en 815) à Shushtar, dans le sud-ouest de l'Iran. C'est son oncle, Mohammed bin Sawwar, qui l'initie au soufisme et qui, répondant à la demande de l'enfant, l'autorise à porter la robe des soufis (la muraqqaʿ, le vêtement rapiécé) à l'âge de sept ans. Il l'initia aussi à la pratique du dhikr, lui apprenant à réciter « Dieu est avec moi, Dieu veille sur moi, Dieu est mon témoin » (Allāhu maʿī, Allāhu nāẓirī, Allāhu shāhidī). Cette pratique devient bientôt un élément central de la pratique Sahl, et un des piliers de sa conception de la mystique. Son oncle lui donne en outre une instruction de base dans l'exégèse du Coran (tafsir) et le hadith.
Dès son enfance, al-Tustari se montre enclin à mener une vie ascétique et solitaire, vouée à la contemplation. À l'âge de treize ans, il traverse toutefois une crise spirituelle et quitte sa ville pour chercher une réponse à ses questions. Sa quête le mène tout d'abord à Basra, puis à Abadan, où il trouve un maître, Hamza al-ʿAbbādānī, qui répond à ses interrogations. Il reste quelque temps auprès de lui pour parfaire sa formation. Al-Tustari raconte que c’est aussi dans cette ville qu’une nuit il vit le début du verset du Trône « Dieu ! Il n’y a de Dieu que lui : le Vivant, celui qui subsiste par lui-même » écrit en vert sur une ligne qui barrait le ciel d’est en ouest.

### Maturité
Après cette période de formation, il retourne dans sa ville d'origine, où il passe une vingtaine d’années essentiellement dans la solitude et dans une ascèse rigoureuse. Il entreprend toutefois un voyage à la Mecque afin d'y accomplir le rite du pèlerinage, en 860. C'est sans doute à cette occasion qu'il entre en contact avec Dhul-Nûn al-Misri. Il aurait compris grâce à lui la véritable nature de la confiance en Dieu (Tawakkul) que l'on retrouve dans son commentaire du Coran (v. ci-après Œuvre). Une forte attirance mutuelle rapprochera les deux mystiques.
Cette même année, al-Tustari commence à enseigner à des groupes plus importants, bien qu'il ait eu déjà des disciples. En 876 ou 877, il doit quitter sa ville natale avec ses disciples et se réfugier à Basra. Les sources traditionnelles s'accordent pour dire qu'un érudit local, ou du moins quelqu'un prétendant être un homme de savoir dévot, avait soulevé le peuple contre lui. Selon Sarraj et l'hagiographe Attar, cette réprobation serait due à l'instance d'al-Tustari sur le repentir (tawba). Il fut le premier maître d’Hallāj (entre ses seize et dix-huit ans) qui le suivit peut-être dans son exil en Irak, avant de rejoindre le groupe de Junayd à Bagdad. Toutefois, à Basra, al-Tustari a de nouveau maille à partir avec deux juristes chaféistes qui lui reprochent d'avoir dit « Je suis la preuve de Dieu (ḥujjat Allāh) pour vous en particulier et pour le peuple en général. » Cependant, par la suite, ils reconnaissent la validité de l'expérience spirituelle d'al-Tustari. Celui-ci termine ses jours à Basra, où il meurt en 896. Il semble par ailleurs avoir vécu un mariage heureux qui lui aurait donné au moins un fils.

## Œuvre
Nombre de ses ouvrages ont été perdus et bien des textes qui nous sont parvenus de lui sont des compilations effectuées par certains de ses disciples. Parmi elles, on peut mentionner un tafsir (le premier tafsir soufi qui nous reste) qui commente quelque mille versets du Coran.

## Pensée
Le dhikr, qu’il rattache au Pacte primordial, est le pivot de son enseignement, par ailleurs fort riche. Roger Deladrière note que « ses disciples, les Sahlis, longuement étudiés par Hujwirī, mettaient l’accent sur le rôle des mortifications (mujāhadāt) ».